# 大森俊治
大森 俊治（おおもり しゅんじ、1978年2月10日 - ）は、北海道江別市出身のミュージシャン、ラジオパーソナリティー、ラーメン屋経営者。ロックバンド「ロミオマシーン」のボーカル。とわの森三愛高等学校卒業。血液型A型。妻はDJのわたなべゆうか。
現在はラジオパーソナリティとしての仕事がメインであり、音楽活動はほとんどしていない。

## 経歴
1998年にロックバンドthe CHERRY BOY結成。2003年にコロムビアレコードからメジャーデビューするが、2004年4月25日をもって無期休止。同年4月にロミオマシーンを結成しボーカリストとして活動。音楽活動のほかにもラジオパーソナリティを務めるなど多方面で活躍している。
2019年1月には江別市のえべつ観光特使就任。
2021年には札幌市北区にラーメン店「らーめん とめ治」を開店、店名は祖父の名前から取られ父に食べさせたいラーメンをコンセプトとした。

## 人物像
- 過去に小橋亜樹の友人と付き合っていた。
- 戸次重幸とは、プライベートでとても親交がある。
- 同じく、ロミオマシーンのメンバーのRzの「Rz」の名付け親である。
- 出演ラジオ番組・ラジ魂では主にいじられ役として出演しており、リスナー等から多数のあだ名がつけられているが、音楽活動の際に使われることはない。

## レギュラー出演
ロミオマシーンとしての出演番組は、こちらを参照。

### 現在

#### ラジオ
- ラジ魂（HBCラジオ、2006年4月 - ）

### 過去

#### テレビ
- バラライカGO!GO!（テレビ北海道、1997年 - 1998年）

以前所属していた事務所北海道ジュニアアクターズスタジオが制作。小学生以下のアクターズスタジオ所属生を写真館に連れて行き、おめかしして写真を撮るコーナーのレポーターをしていた。
- ジョシアナ（HBCテレビ、2008年10月 - 2009年3月）準レギュラー
- さつログ(HBC、2016年10月6日-2019年6月29日)

#### ラジオ
- アタヤンPUSH!（STVラジオ、1999年10月 - 2002年9月）金曜担当
- ラジオクリックiしてる!（STVラジオ、2002年10月 - 2004年3月）
- MOTTO SHIN-SAPPORO（ドラマシティFM新さっぽろ、2004年10月 - 2005年9月）
- ウィークデーナイトは遊ばないと!（HBCラジオ、2005年10月 - 2006年3月）レポーター
- 大森俊治のこしょこしょ話（HBCラジオ、2009年7月 - 2010年3月）
- カーナビラジオ午後一番!（HBCラジオ、2007年4月24日 - 2021年3月26日）中継レポーター

## その他の出演

### 映画
- TEAM NACS FILMS「N43°」（2009年2月21日公開）

### CM
- アルバイト北海道-ロミオマシーンとして出演
- 北のダイニング 祭祭 （さいさい）- YASUがメイン出演。エキストラとして奥田ゆか・MAYU・佐藤舞らと共に出演。
- auショップ白石本通(タザワ)
- 石川板金
- おおきな温情(小山本家酒造)